# Organizacijski štab Slovenskega domobranstva
Organizacijski štab Slovenskega domobranstva je bil generalštab Slovenskega domobranstva.

## Zgodovina
Štab je bil ustanovljen 12. oktobra 1943 na ukaz Erwina Rösenerja. Imel je povezovalno in svetovalno vlogo med enotami Slovenskega domobranstva in ljubljanskim Operativnim štabom za boj proti partizanom, ki je imel poveljniško opolnomočje nad vsemi nemškimi in pro-nemškimi silami v bivši Ljubljanski pokrajini.

## Sestava
Ožji štab
- poveljnik: podpolkovnik Franc Krener
- pomočnik: podpolkovnik Milko Vizjak
- načelnik štaba: podpolkovnik Ernest Peterlin[1] (?-december 1944) in stotnik Ivan Drčar
- adjutant poveljnika: stotnik Ladislav Lah
- pomočnik načelnika štaba: stotnik Pavel Šturm

Poveljstvo stana
- stotnik Edo Delak

Adjutantski odsek
- stotnik/major Friderik Lehman
- stotnik Viktor Gliha

Personalni-evidenčni odsek
- podpolkovnik Milko Vizjak

Formacijski odsek
- podpolkovnik Ernest Peterlin

Sprejemni oddelek
- stotnik Andrej Hojan, nato stotnik Franc Pavlovčič

Šolski odsek
- stotnik Jurij Kuhar

Poveljstvo tečajev
Materialni odsek
- poveljnik: major inž. Peter Rozman

- oborožitveni odsek: stotnik Alojz Meglič
- tehnični odsek: stotnik inž. Rudolf Škof
- avtomobilski odsek: stotnik Viljko Hren, nato nadporočnik Arnold Križ

Intendantski odsek
- poveljnik: major Josip Pfeifer

- oblačilni oddelek: poročnik dr. Franček Žebot

Sodni odsek
- stotnik dr. Alojz Capuder, nato stotnik dr. Igor Czerny

Sanitetni odsek
- poročnik dr. Stane Grapar

Veterinarski odsek
- poročnik Boris Drinovec

Obveščevalni odsek
- stotnik Albert Ilovar

- Blokovna kontrola:

- moški del: višji narednik Maks Kosovinc
- ženski del: Štefka Berlot

Ženska delegacija SD
- stotnik Maks Kosovinc, nato nadporočnik Božidar Barle

Propagandni odsek
- poročnik Stanko Kociper

Verski referat
- kurat dr. Peter Križaj, nato stotnik dr. Ignacij Lenček

Domobranska godba
- stotnik Florijan Leskovar